# Ulrich Minkus
Ulrich Minkus (* 11. November 1940 in Kreuzburg) ist ein deutscher Architekt und Bildhauer.

## Vita
Nach der kriegsbedingte Flucht aus Oberschlesien ließ sich die Familie Minkus 1945 in der Nähe von Erfurt nieder. Nach der Ausbildung zum Tischler studierte Ulrich Minkus Architektur und Design an der Fachschule für angewandte Kunst in Magdeburg und in Heiligendamm, wo er 1964 sein Diplum als Innenarchitekt erhielt. Danach studierte Ulrich Minkus an der Baufachschule Gotha Bauingenieurwesen sowie an der Hochschule für industrielle Formgestaltung Burg Giebichenstein in Halle (Saale), wo er 1971 sein Diplom als Architekt ablegte. Als Innenarchitekt arbeitete Ulrich Minkus in der Erfurter Wohnberatung und bei der Internationalen Gartenbauausstellung in Erfurt.
Seit 1970 arbeitete Ulrich Minkus als freiberuflicher Künstler in seinem Atelier in Friedrichsdorf bei Erfurt. Neben Aufträgen zur Ausgestaltung von öffentlichen Bauten im Bereich Kunst am Bau realisierte er mit seinen Mitarbeitern, zu denen auch sein Sohn Friedrich Minkus zählte, zahlreiche Freiflächengestaltungen und bespielbare Plastiken aus Holz. In Leipzig sind seine Arbeiten in der Grünanlage am Brühl (Richard-Wagner-Straße) und in Weimar in der Hochschule für Musik Franz Liszt wie auch in der Außenanlage des Museums für Ur- und Frühgeschichte und auf dem Rollplatz zu sehen. Er gestaltete Kirchen in Gotha und den Altarraum der katholischen Kirche in Storkow (Mark) aus. Als Mitglied im Verband Bildender Künstler in Thüringen wurden seine Werke in zahlreichen Ausstellungsbeteiligungen und Einzelausstellungen in Museen und Galerien unter anderem in der Kunsthalle Erfurt gezeigt.